# Décès en avril 1990
Décès
- 1986
- 1987
- 1988
- 1989
- 1990
- 1991
- 1992
- 1993
- 1994

Pour une information complémentaire, voir la page d'aide.

| Date     | Nom                 | Activités                                                                                         | Âge | Source |
| -------- | ------------------- | ------------------------------------------------------------------------------------------------- | --- | ------ |
| 1 avril  | Benito Díaz Iraola  | joueur et entraîneur de football espagnol                                                         | 91  | (es)   |
| 6 avril  | Nguyễn Sỹ Ngọc      | peintre vietnamien                                                                                | 70  | (vi)   |
| 12 avril | Albert van Schendel | coureur cycliste néerlandais                                                                      | 77  |        |
| 14 avril | Mario Frustalupi    | Footballeur italien.                                                                              | 47  | (it)   |
| 14 avril | Florent Lambrechts  | footballeur belge                                                                                 | 80  | (de)   |
| 14 avril | Doris Lusk          | peintre, potière et professeur d'université néo-zélandaise                                        | 73  | (en)   |
| 14 avril | Sabicas             | compositeur et guitariste de flamenco espagnol                                                    | 78  | (en)   |
| 15 avril | Greta Garbo         | actrice américaine                                                                                | 84  |        |
| 15 avril | Helmut Lemke        | homme politique allemand                                                                          | 82  | (de)   |
| 16 avril | Léopold Kretz       | statuaire, dessinateur et peintre d'origine polonaise                                             | 83  | (en)   |
| 17 avril | Ronald Evans        | astronaute américain                                                                              | 56  |        |
| 18 avril | Frédéric Rossif     | réalisateur français de films documentaires et animaliers                                         | 67  |        |
| 21 avril | Erté                | peintre, sculpteur, illustrateur, designer et modéliste russe puis soviétique naturalisé français | 97  |        |
| 21 avril | Silvio Leonardi     | ingénieur et homme politique italien, membre du Parti communiste                                  | 75  |        |
| 23 avril | Paulette Goddard    | actrice américaine                                                                                | 79  |        |
| 24 avril | Mihály Lantos       | footballeur international hongrois devenu entraîneur                                              | 61  |        |
| 24 avril | Bianca Tchoubar     | chimiste ukrainienne                                                                              | 79  |        |
| 25 avril | Fred Klein          | peintre néerlandais                                                                               | 92  |        |
| 27 avril | Vladimir Stoychev   | officier bulgare                                                                                  | 98  | (en)   |